# Elaphrodites
Elaphrodites é um gênero de insetos, pertencente a família Formicidae.

## Espécies
- Elaphrodites mutatus Zhang, J., 1989
- Elaphrodites scutulatus Zhang, J., 1989